# Namea excavans
Namea excavans is een spinnensoort in de taxonomische indeling van de bruine klapdeurspinnen (Nemesiidae).
Namea excavans werd in 1984 beschreven door Raven.